# 1. ŽNL Sisačko-moslavačka 2015./16.
Prvenstvo se igralo dvokružno. Prvenstvo je osvojio NK Lekenik, ali je odustao od višeg ranga. Iz lige su ispali NK Slavonac Lipovljani i ŠNK Mladost Gornja Gračenica.

## Tablica
| Mj. | Klub                             | Sus.  | Pobj. | Ner. | Por. | GR.    | Bod.      |
| --- | -------------------------------- | ----- | ----- | ---- | ---- | ------ | --------- |
| 1.  | NK Lekenik                       | 29    | 24    | 4    | 1    | 131:16 | 76        |
| 2.  | NK BSK Budaševo                  | 29    | 20    | 6    | 3    | 84:30  | 66        |
| 3.  | NK Topusko                       | 29    | 17    | 3    | 9    | 71:54  | 54        |
| 4.  | ŠNK Banovac Glina                | 29    | 16    | 2    | 11   | 67:42  | 50        |
| 5.  | NK Metalac Sisak                 | 29    | 14    | 6    | 9    | 48:40  | 48        |
| 6.  | NK TŠK 1932 Topolovac            | 29    | 13    | 8    | 8    | 55:32  | 47        |
| 7.  | NK Sloga-Maris Jazavica-Roždanik | 29    | 12    | 7    | 10   | 68:52  | 43        |
| 8.  | SNK Moslavac Popovača            | 29    | 11    | 7    | 11   | 55:38  | 40        |
| 9.  | NK Frankopan Sisak               | 29    | 11    | 4    | 14   | 50:62  | 37        |
| 10. | NK Sokol Rajić                   | 29    | 11    | 3    | 15   | 61:65  | 36        |
| 11. | NK Sokol Velika Ludina           | 29    | 10    | 3    | 16   | 47:58  | 33        |
| 12. | NK Voloder                       | 29    | 8     | 3    | 18   | 44:60  | 27        |
| 13. | NK Zrinski Odra Sisačka          | 29    | 7     | 6    | 16   | 35:67  | 27        |
| 14. | ŠNK Radnik Majur                 | 29    | 8     | 2    | 19   | 37:80  | 26        |
| 15. | ŠNK Mladost Gornja Gračenica     | 15 ↓1 | 7     | 1    | 7    | 21:32  | 22        |
| 16. | NK Slavonac Lipovljani           | 29    | 2     | 3    | 24   | 22:168 | 8 (-1) ↓2 |

## Rezultati
| ŠNK Banovac Glina - NK Sokol Rajić 3:1 NK BSK Budaševo - NK Lekenik 0:0 ŠNK Mladost Gornja Gračenica - NK TŠK 1932 Topolovac 0:0 ŠNK Radnik Majur - NK Sokol Velika Ludina 1:1 NK Slavonac Lipovljani - NK Voloder 2:3 NK Frankopan Sisak - NK Topusko 5:2 NK Sloga-Maris Jazavica-Roždanik - NK Zrinski Odra Sisačka 3:1 NK Metalac Sisak - SNK Moslavac Popovača 0:0    | NK Metalac Sisak - NK Sloga-Maris Jazavica-Roždanik 3:3 NK Zrinski Odra Sisačka - NK Frankopan Sisak 2:2 NK Topusko - NK Slavonac Lipovljani 9:1 NK Voloder - ŠNK Radnik Majur 6:2 NK Sokol Velika Ludina - ŠNK Mladost Gornja Gračenica 3:0 NK TŠK 1932 Topolovac - NK BSK Budaševo 1:1 NK Lekenik - ŠNK Banovac Glina 2:0 SNK Moslavac Popovača - NK Sokol Rajić 3:1 | NK Frankopan Sisak - NK Metalac Sisak 2:0 NK Slavonac Lipovljani - NK Zrinski Odra Sisačka 3:2 ŠNK Radnik Majur - NK Topusko 1:3 ŠNK Mladost Gornja Gračenica - NK Voloder 1:0 NK BSK Budaševo - NK Sokol Velika Ludina 4:0 ŠNK Banovac Glina - NK TŠK 1932 Topolovac 3:0 NK Sokol Rajić - NK Lekenik 0:4 NK Sloga-Maris Jazavica-Roždanik - SNK Moslavac Popovača 0:0     |
| NK Metalac Sisak - NK Slavonac Lipovljani 4:1 NK Sloga-Maris Jazavica-Roždanik - NK Frankopan Sisak 3:2 NK Zrinski Odra Sisačka - ŠNK Radnik Majur 0:2 NK Topusko - ŠNK Mladost Gornja Gračenica 2:0 NK Voloder - NK BSK Budaševo 2:3 NK Sokol Velika Ludina - ŠNK Banovac Glina 1:2 NK TŠK 1932 Topolovac - NK Sokol Rajić 1:2 SNK Moslavac Popovača - NK Lekenik 2:4    | ŠNK Radnik Majur - NK Metalac Sisak 1:2 NK Slavonac Lipovljani - NK Sloga-Maris Jazavica-Roždanik 0:4 ŠNK Mladost Gornja Gračenica - NK Zrinski Odra Sisačka 3:1 NK BSK Budaševo - NK Topusko 6:2 ŠNK Banovac Glina - NK Voloder 1:2 NK Sokol Rajić - NK Sokol Velika Ludina 3:1 NK Lekenik - NK TŠK 1932 Topolovac 4:0 NK Frankopan Sisak - SNK Moslavac Popovača 1:0 | NK Metalac Sisak - ŠNK Mladost Gornja Gračenica 2:0 NK Sloga-Maris Jazavica-Roždanik - ŠNK Radnik Majur 6:1 NK Frankopan Sisak - NK Slavonac Lipovljani 2:2 NK Zrinski Odra Sisačka - NK BSK Budaševo 0:3 NK Topusko - ŠNK Banovac Glina 2:2 NK Voloder - NK Sokol Rajić 7:0 NK Sokol Velika Ludina - NK Lekenik 1:3 SNK Moslavac Popovača - NK TŠK 1932 Topolovac 0:1     |
| NK BSK Budaševo - NK Metalac Sisak 2:0 ŠNK Mladost Gornja Gračenica - NK Sloga-Maris Jazavica-Roždanik 4:3 ŠNK Radnik Majur - NK Frankopan Sisak 3:2 ŠNK Banovac Glina - NK Zrinski Odra Sisačka 4:0 NK Sokol Rajić - NK Topusko 1:2 NK Lekenik - NK Voloder 8:1 NK TŠK 1932 Topolovac - NK Sokol Velika Ludina 1:0 NK Slavonac Lipovljani - SNK Moslavac Popovača 1:1    | NK Metalac Sisak - ŠNK Banovac Glina 2:0 NK Sloga-Maris Jazavica-Roždanik - NK BSK Budaševo 3:4 NK Frankopan Sisak - ŠNK Mladost Gornja Gračenica 0:3 NK Slavonac Lipovljani - ŠNK Radnik Majur 2:4 NK Zrinski Odra Sisačka - NK Sokol Rajić 1:4 NK Topusko - NK Lekenik 0:4 NK Voloder - NK TŠK 1932 Topolovac 1:1 SNK Moslavac Popovača - NK Sokol Velika Ludina 1:4 | NK Sokol Rajić - NK Metalac Sisak 1:2 ŠNK Banovac Glina - NK Sloga-Maris Jazavica-Roždanik 5:1 NK BSK Budaševo - NK Frankopan Sisak 2:0 ŠNK Mladost Gornja Gračenica - NK Slavonac Lipovljani 4:1 NK Lekenik - NK Zrinski Odra Sisačka 11:0 NK TŠK 1932 Topolovac - NK Topusko 1:3 NK Sokol Velika Ludina - NK Voloder 5:1 ŠNK Radnik Majur - SNK Moslavac Popovača 1:0    |
| NK Metalac Sisak - NK Lekenik 0:2 NK Sloga-Maris Jazavica-Roždanik - NK Sokol Rajić 4:2 NK Frankopan Sisak - ŠNK Banovac Glina 0:5 NK Slavonac Lipovljani - NK BSK Budaševo 1:1 ŠNK Radnik Majur - ŠNK Mladost Gornja Gračenica 1:0 NK Zrinski Odra Sisačka - NK TŠK 1932 Topolovac 1:2 NK Topusko - NK Sokol Velika Ludina 2:0 SNK Moslavac Popovača - NK Voloder 4:0    | NK TŠK 1932 Topolovac - NK Metalac Sisak 1:1 NK Lekenik - NK Sloga-Maris Jazavica-Roždanik 2:1 NK Sokol Rajić - NK Frankopan Sisak 5:3 ŠNK Banovac Glina - NK Slavonac Lipovljani 9:0 NK BSK Budaševo - ŠNK Radnik Majur 5:1 NK Sokol Velika Ludina - NK Zrinski Odra Sisačka 1:2 NK Voloder - NK Topusko 2:1 ŠNK Mladost Gornja Gračenica - SNK Moslavac Popovača 2:0 | NK Metalac Sisak - NK Sokol Velika Ludina 2:0 NK Sloga-Maris Jazavica-Roždanik - NK TŠK 1932 Topolovac 0:0 NK Frankopan Sisak - NK Lekenik 0:3 NK Slavonac Lipovljani - NK Sokol Rajić 0:4 ŠNK Radnik Majur - ŠNK Banovac Glina 1:2 ŠNK Mladost Gornja Gračenica - NK BSK Budaševo 1:2 NK Zrinski Odra Sisačka - NK Voloder 1:1 SNK Moslavac Popovača - NK Topusko 4:1     |
| NK Voloder - NK Metalac Sisak 1:1 NK Sokol Velika Ludina - NK Sloga-Maris Jazavica-Roždanik 3:1 NK TŠK 1932 Topolovac - NK Frankopan Sisak 5:0 NK Lekenik - NK Slavonac Lipovljani 9:0 ↓3 NK Sokol Rajić - ŠNK Radnik Majur 1:1 ŠNK Banovac Glina - ŠNK Mladost Gornja Gračenica 1:2 NK Topusko - NK Zrinski Odra Sisačka 1:3 NK BSK Budaševo - SNK Moslavac Popovača 4:2 | NK Metalac Sisak - NK Topusko 1:2 NK Sloga-Maris Jazavica-Roždanik - NK Voloder 4:1 NK Frankopan Sisak - NK Sokol Velika Ludina 4:3 NK Slavonac Lipovljani - NK TŠK 1932 Topolovac 1:8 ŠNK Radnik Majur - NK Lekenik 0:3 ŠNK Mladost Gornja Gračenica - NK Sokol Rajić 1:5 NK BSK Budaševo - ŠNK Banovac Glina 7:1 SNK Moslavac Popovača - NK Zrinski Odra Sisačka 1:1 | NK Zrinski Odra Sisačka - NK Metalac Sisak 3:3 NK Topusko - NK Sloga-Maris Jazavica-Roždanik 2:0 NK Voloder - NK Frankopan Sisak 2:0 NK Sokol Velika Ludina - NK Slavonac Lipovljani 3:0 ↓4 NK TŠK 1932 Topolovac - ŠNK Radnik Majur 4:0 NK Lekenik - ŠNK Mladost Gornja Gračenica 11:0 NK Sokol Rajić - NK BSK Budaševo 1:2 ŠNK Banovac Glina - SNK Moslavac Popovača 0:1 |
| NK Sokol Rajić - ŠNK Banovac Glina 1:0 NK Lekenik - NK BSK Budaševo 1:1 NK TŠK 1932 Topolovac - ŠNK Mladost Gornja Gračenica NK Sokol Velika Ludina - ŠNK Radnik Majur 4:1 NK Voloder - NK Slavonac Lipovljani 5:0 NK Topusko - NK Frankopan Sisak 3:1 NK Zrinski Odra Sisačka - NK Sloga-Maris Jazavica-Roždanik 2:0 SNK Moslavac Popovača - NK Metalac Sisak 0:2        | NK Sloga-Maris Jazavica-Roždanik - NK Metalac Sisak 3:1 NK Frankopan Sisak - NK Zrinski Odra Sisačka 4:1 NK Slavonac Lipovljani - NK Topusko 1:4 ŠNK Radnik Majur - NK Voloder 3:1 ŠNK Mladost Gornja Gračenica - NK Sokol Velika Ludina NK BSK Budaševo - NK TŠK 1932 Topolovac 3:0 ŠNK Banovac Glina - NK Lekenik 2:1 NK Sokol Rajić - SNK Moslavac Popovača 3:3     | NK Metalac Sisak - NK Frankopan Sisak 3:0 NK Zrinski Odra Sisačka - NK Slavonac Lipovljani 4:1 NK Topusko - ŠNK Radnik Majur 4:0 NK Voloder - ŠNK Mladost Gornja Gračenica NK Sokol Velika Ludina - NK BSK Budaševo 2:2 NK TŠK 1932 Topolovac - ŠNK Banovac Glina 1:2 NK Lekenik - NK Sokol Rajić 3:0 SNK Moslavac Popovača - NK Sloga-Maris Jazavica-Roždanik 3:1         |
| NK Slavonac Lipovljani - NK Metalac Sisak 1:3 NK Frankopan Sisak - NK Sloga-Maris Jazavica-Roždanik 4:3 ŠNK Radnik Majur - NK Zrinski Odra Sisačka 1:0 ŠNK Mladost Gornja Gračenica - NK Topusko NK BSK Budaševo - NK Voloder 2:1 ŠNK Banovac Glina - NK Sokol Velika Ludina 2:0 NK Sokol Rajić - NK TŠK 1932 Topolovac 3:0 NK Lekenik - SNK Moslavac Popovača 3:0        | NK Metalac Sisak - ŠNK Radnik Majur 2:1 NK Sloga-Maris Jazavica-Roždanik - NK Slavonac Lipovljani 9:1 NK Zrinski Odra Sisačka - ŠNK Mladost Gornja Gračenica NK Topusko - NK BSK Budaševo 3:0 NK Voloder - ŠNK Banovac Glina 0:2 NK Sokol Velika Ludina - NK Sokol Rajić 1:0 NK TŠK 1932 Topolovac - NK Lekenik 0:2 SNK Moslavac Popovača - NK Frankopan Sisak 1:1     | ŠNK Mladost Gornja Gračenica - NK Metalac Sisak ŠNK Radnik Majur - NK Sloga-Maris Jazavica-Roždanik 1:2 NK Slavonac Lipovljani - NK Frankopan Sisak 0:3 NK BSK Budaševo - NK Zrinski Odra Sisačka 2:0 ŠNK Banovac Glina - NK Topusko 0:4 NK Sokol Rajić - NK Voloder 2:1 NK Lekenik - NK Sokol Velika Ludina 3:0 NK TŠK 1932 Topolovac - SNK Moslavac Popovača 1:0         |
| NK Metalac Sisak - NK BSK Budaševo 1:0 NK Sloga-Maris Jazavica-Roždanik - ŠNK Mladost Gornja Gračenica NK Frankopan Sisak - ŠNK Radnik Majur 1:0 NK Zrinski Odra Sisačka - ŠNK Banovac Glina 2:0 NK Topusko - NK Sokol Rajić 3:1 NK Voloder - NK Lekenik 1:3 NK Sokol Velika Ludina - NK TŠK 1932 Topolovac 1:3 SNK Moslavac Popovača - NK Slavonac Lipovljani 8:0        | ŠNK Banovac Glina - NK Metalac Sisak 2:1 NK BSK Budaševo - NK Sloga-Maris Jazavica-Roždanik 0:0 ŠNK Mladost Gornja Gračenica - NK Frankopan Sisak ŠNK Radnik Majur - NK Slavonac Lipovljani 4:1 NK Sokol Rajić - NK Zrinski Odra Sisačka 1:2 NK Lekenik - NK Topusko 9:1 NK TŠK 1932 Topolovac - NK Voloder 3:0 NK Sokol Velika Ludina - SNK Moslavac Popovača 2:4     | NK Metalac Sisak - NK Sokol Rajić 4:1 NK Sloga-Maris Jazavica-Roždanik - ŠNK Banovac Glina 2:2 NK Frankopan Sisak - NK BSK Budaševo 3:0 NK Slavonac Lipovljani - ŠNK Mladost Gornja Gračenica NK Zrinski Odra Sisačka - NK Lekenik 1:1 NK Topusko - NK TŠK 1932 Topolovac 1:1 NK Voloder - NK Sokol Velika Ludina 1:2 SNK Moslavac Popovača - ŠNK Radnik Majur 5:0         |
| NK Lekenik - NK Metalac Sisak 6:2 NK Sokol Rajić - NK Sloga-Maris Jazavica-Roždanik 1:1 ŠNK Banovac Glina - NK Frankopan Sisak 4:2 NK BSK Budaševo - NK Slavonac Lipovljani 15:0 ŠNK Mladost Gornja Gračenica - ŠNK Radnik Majur NK TŠK 1932 Topolovac - NK Zrinski Odra Sisačka 2:0 NK Sokol Velika Ludina - NK Topusko 2:5 NK Voloder - SNK Moslavac Popovača 0:2       | NK Metalac Sisak - NK TŠK 1932 Topolovac 1:1 NK Sloga-Maris Jazavica-Roždanik - NK Lekenik 1:1 NK Frankopan Sisak - NK Sokol Rajić 4:0 NK Slavonac Lipovljani - ŠNK Banovac Glina 0:8 ŠNK Radnik Majur - NK BSK Budaševo 1:3 NK Zrinski Odra Sisačka - NK Sokol Velika Ludina 1:1 NK Topusko - NK Voloder 2:0 SNK Moslavac Popovača - ŠNK Mladost Gornja Gračenica     | NK Sokol Velika Ludina - NK Metalac Sisak 2:0 NK TŠK 1932 Topolovac - NK Sloga-Maris Jazavica-Roždanik 3:0 NK Lekenik - NK Frankopan Sisak 3:0 NK Sokol Rajić - NK Slavonac Lipovljani 12:0 ŠNK Banovac Glina - ŠNK Radnik Majur 4:0 NK BSK Budaševo - ŠNK Mladost Gornja Gračenica NK Voloder - NK Zrinski Odra Sisačka 2:0 NK Topusko - SNK Moslavac Popovača 2:2        |
| NK Metalac Sisak - NK Voloder 2:1 NK Sloga-Maris Jazavica-Roždanik - NK Sokol Velika Ludina 5:0 NK Frankopan Sisak - NK TŠK 1932 Topolovac 0:0 NK Slavonac Lipovljani - NK Lekenik 0:17 ŠNK Radnik Majur - NK Sokol Rajić 2:3 ŠNK Mladost Gornja Gračenica - ŠNK Banovac Glina NK Zrinski Odra Sisačka - NK Topusko 2:1 SNK Moslavac Popovača - NK BSK Budaševo 0:1       | NK Topusko - NK Metalac Sisak 2:1 NK Voloder - NK Sloga-Maris Jazavica-Roždanik 1:2 NK Sokol Velika Ludina - NK Frankopan Sisak 4:3 NK TŠK 1932 Topolovac - NK Slavonac Lipovljani 9:1 NK Lekenik - ŠNK Radnik Majur 8:2 NK Sokol Rajić - ŠNK Mladost Gornja Gračenica ŠNK Banovac Glina - NK BSK Budaševo 1:3 NK Zrinski Odra Sisačka - SNK Moslavac Popovača 1:5     | NK Metalac Sisak - NK Zrinski Odra Sisačka 2:1 NK Sloga-Maris Jazavica-Roždanik - NK Topusko 3:2 NK Frankopan Sisak - NK Voloder 1:0 NK Slavonac Lipovljani - NK Sokol Velika Ludina 1:0 ŠNK Radnik Majur - NK TŠK 1932 Topolovac 1:5 ŠNK Mladost Gornja Gračenica - NK Lekenik NK BSK Budaševo - NK Sokol Rajić 6:2 SNK Moslavac Popovača - ŠNK Banovac Glina 3:0         |